# جرمی هال (فوتبال)
جرمی هال (انگلیسی: Jeremy Hall؛ زادهٔ ۱۱ سپتامبر ۱۹۸۸) یک بازیکن فوتبال اهل ایالات متحده آمریکا است.